# Expedition 48

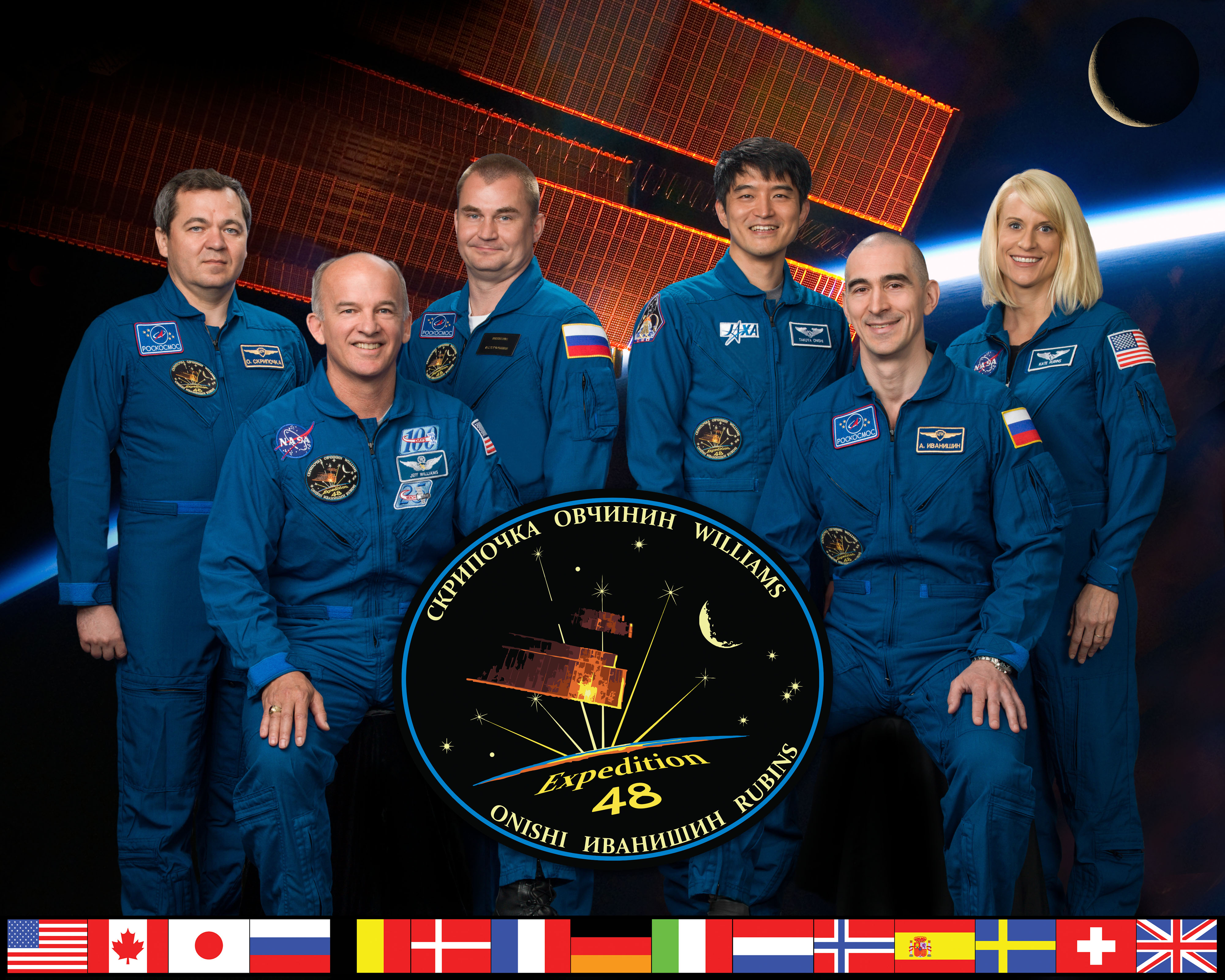
Expedition 48 besättning.

Expedition 48 är den 48:e expeditionen till Internationella rymdstationen (ISS). Expeditionen började den 18 juni 2016 då delar av Expedition 47s besättning återvände till jorden med Sojuz TMA-19M.
Anatolij Ivanisjin, Takuya Onishi och Kathleen Rubins anlände till stationen med Sojuz MS-01 den 9 juli 2016.
Expeditionen avslutades den 6 september 2016 då Aleksej Ovtjinin, Oleg Skripotjka och Jeffrey N. Williams återvände till jorden med Sojuz TMA-20M.

## Besättning
| Position       | Första delen (18 juni - 9 juli 2016)           | Andra delen (9 juli - 6 september 2016)        |
| -------------- | ---------------------------------------------- | ---------------------------------------------- |
| Befälhavare    | Jeffrey N. Williams, NASA Hans fjärde rymdfärd | Jeffrey N. Williams, NASA Hans fjärde rymdfärd |
| Flygingenjör 1 | Aleksej Ovtjinin, RSA Hans första rymdfärd     | Aleksej Ovtjinin, RSA Hans första rymdfärd     |
| Flygingenjör 2 | Oleg Skripotjka, RSA Hans andra rymdfärd       | Oleg Skripotjka, RSA Hans andra rymdfärd       |
| Flygingenjör 3 |                                                | Anatolij Ivanisjin, RSA Hans andra rymdfärd    |
| Flygingenjör 4 |                                                | Takuya Onishi, JAXA Hans första rymdfärd       |
| Flygingenjör 5 |                                                | Kathleen Rubins, NASA Hennes första rymdfärd   |